# Cour des Lions
La cour des Lions, en espagnol Patio de los Leones,  est une cour de l'Alhambra, à Grenade, en Espagne. Il s'agit de l'une des cours principales des palais nasrides de l'Alhambra. C'est l'une des pièces les plus connues du palais.

## Historique

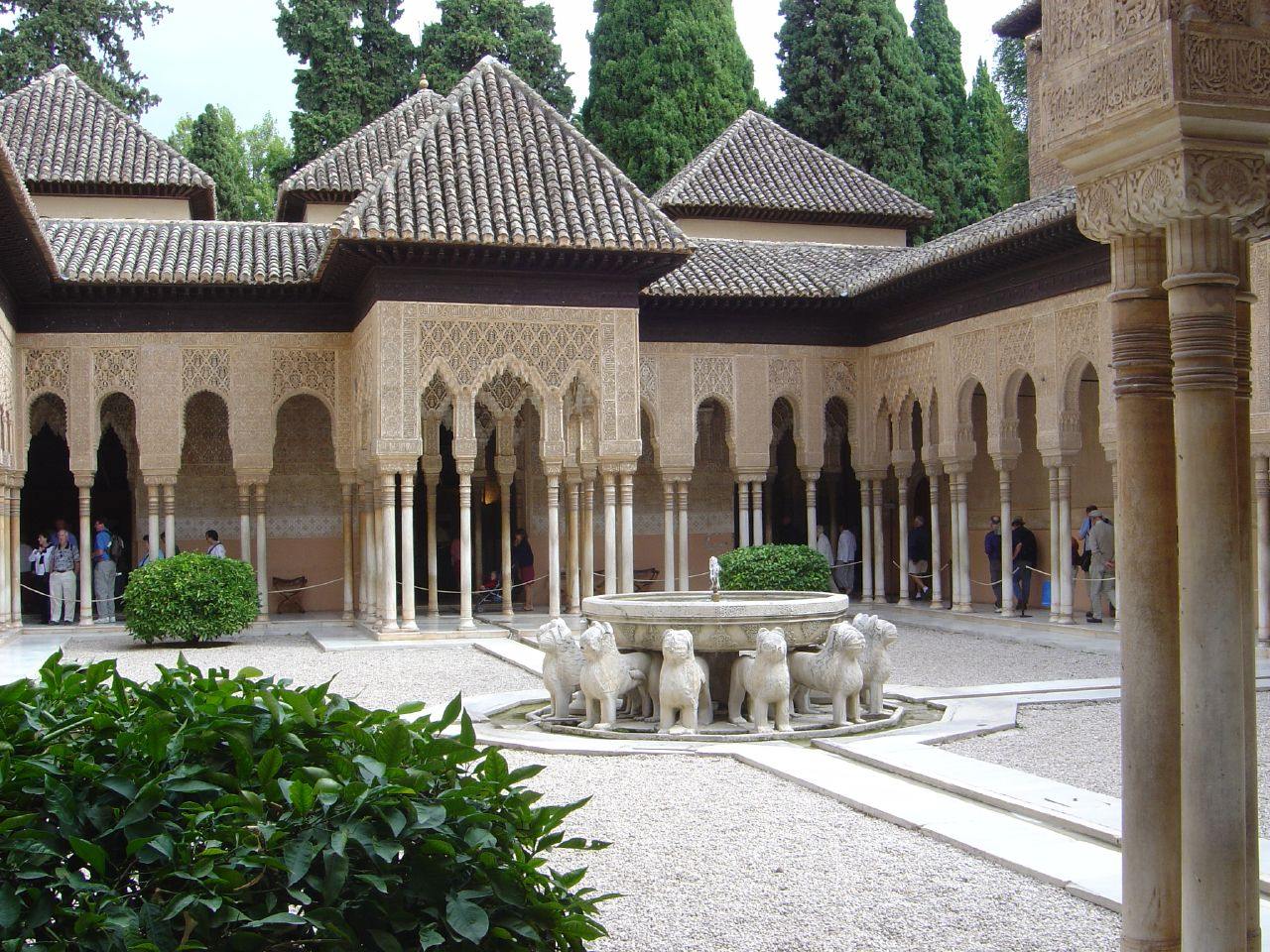
Vue lointaine du Patio des Lions, façade Est.

La Cour des Lions tire son nom de la fontaine, qui se compose de deux bassins de tailles différentes et d'une grande vasque reposant sur 12 lions. Ces statues archaïques ont été apportées depuis l'ancien palais de l'Albaycin. Les lions sont réalisés en marbre semi-précieux et sont disposés comme les rayons d'une étoile. 
Le nombre de lions n'est pas le fruit du hasard. La légende veut que 12 lions aient soutenu le trône du roi Salomon. Le sultan Mohammed al-Ghani en a été informé par son vizir Ibn Nagrellah. Il a conseillé au sultan de décorer la fontaine avec des figures de lion. Cependant, les chercheurs attribuent cette histoire à des légendes, car les lions de la fontaine ne seraient apparus qu'au XVIe siècle, après la prise de Grenade.

## Description
Dans sa structure, la cour des Lions appartient au type de jardin musulman appelé "chor-bak", qui signifie "quatre jardins". Son principe est le suivant : l'espace rectangulaire est divisé en quatre parties égales par deux canaux disposés en diagonale. À leur intersection se trouve une fontaine avec des sculptures de lions. De la bouche de chaque sculpture, un jet d'eau s'écoule directement dans le canal entourant la fontaine, dont l'eau provient de quatre bassins situés sous le sol en pierre de la salle.
Les arcades ajourées de la cour des Lions sont soutenues par 124 colonnes de marbre, dont les corps lisses constituent le principal élément décoratif. La taille de la cour est de 28×16 m. La complexité de la conception fait paraître le site plus grand. Les colonnes suivent le rythme du motif qui s'étend sur toute la surface de la cour. Les pavillons sont décorés de stalactites en bois. Le grand toit en tuiles, réalisé de manière sommaire, joue un rôle important dans la composition, qui souligne l'élégance de l'arcade. Sur les côtés ouest et est, deux tonnelles offrent une belle vue sur les lions, dont "les bouches crachent des jets d'eau".

## Galerie

Vue d'un pavillon de la cour des Lions en août 2012
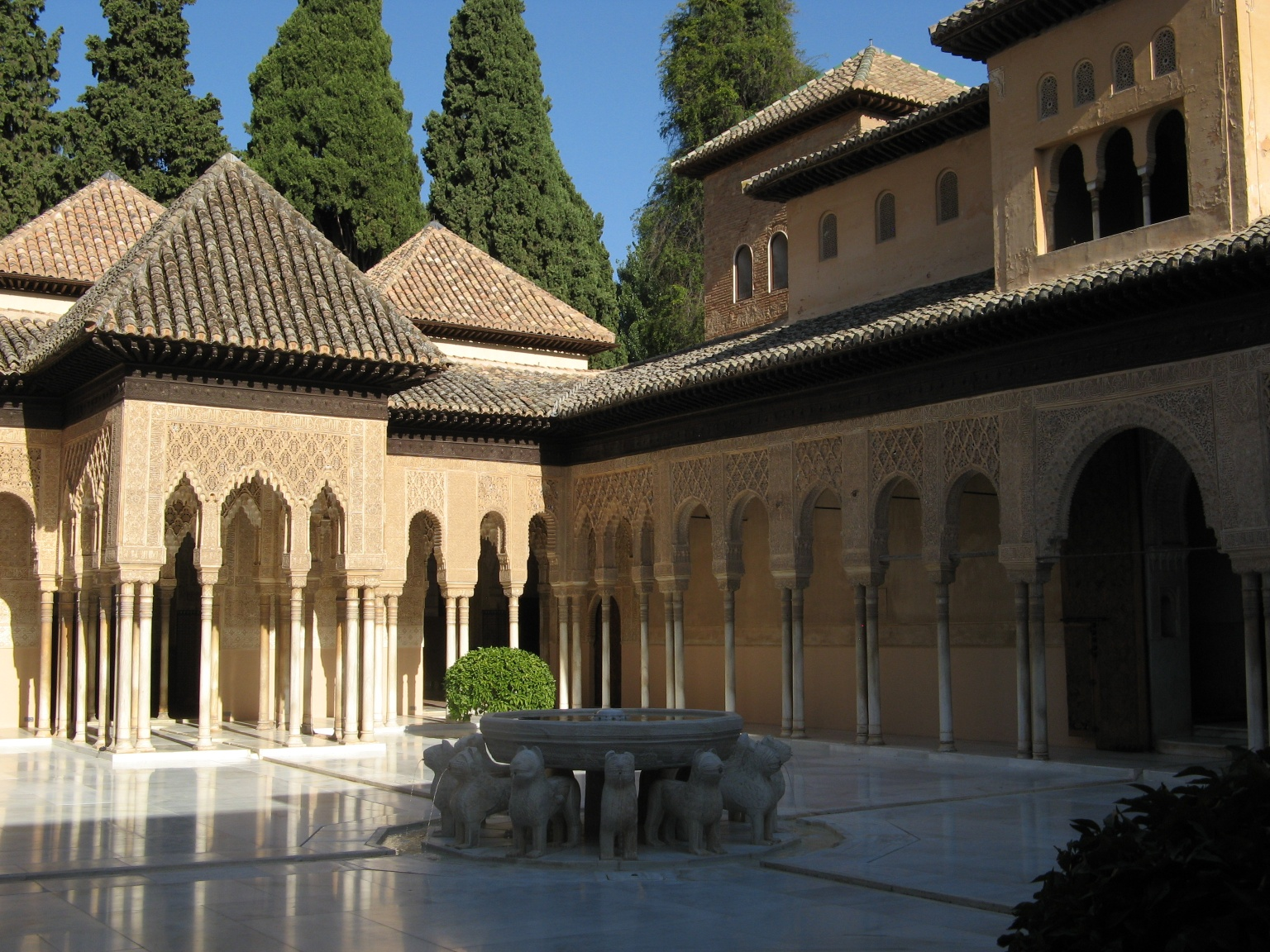
Après la restauration de 2012
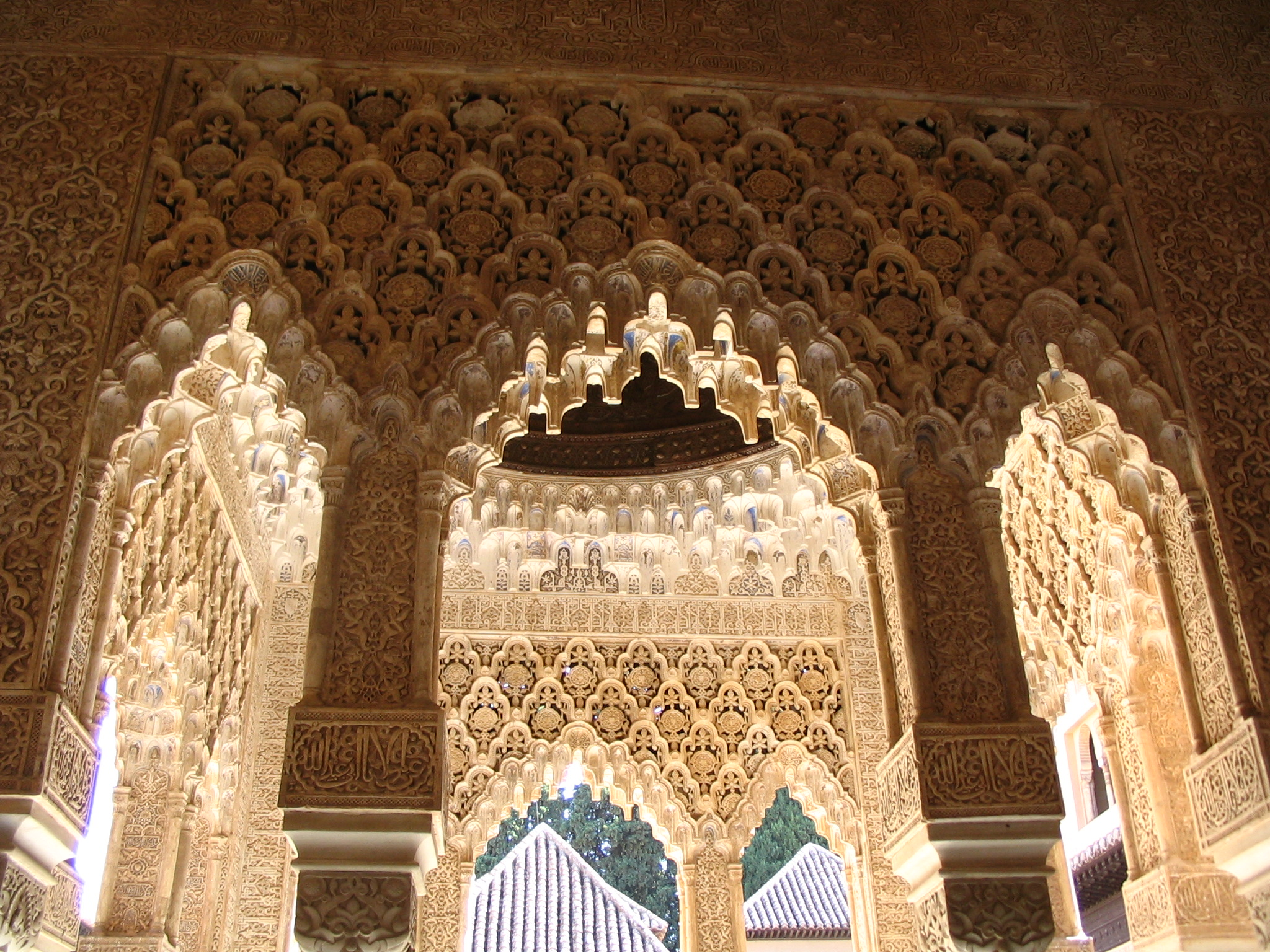
Décoration et arcs Sebka
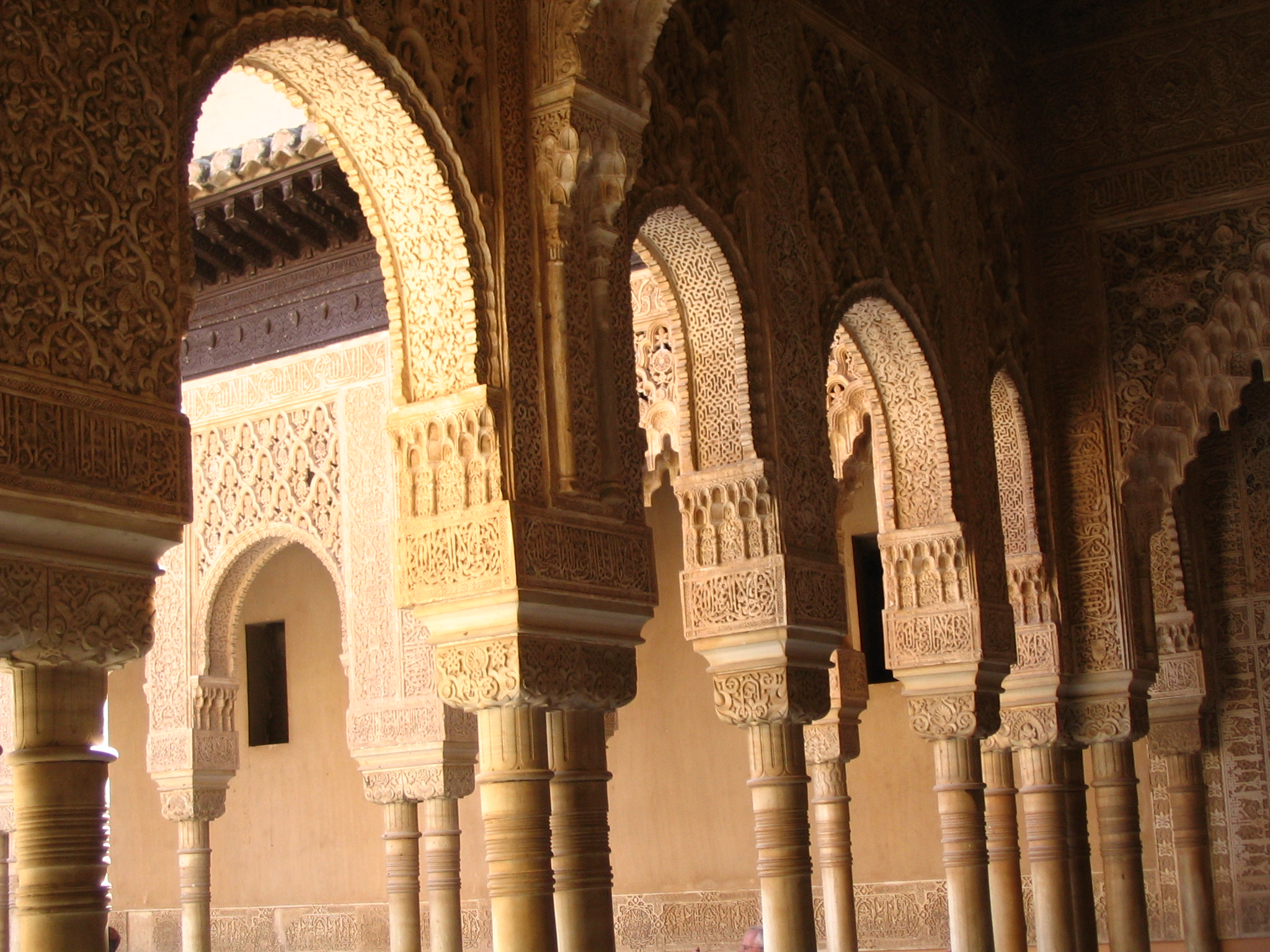
Arcs sur les colonnes de la galerie
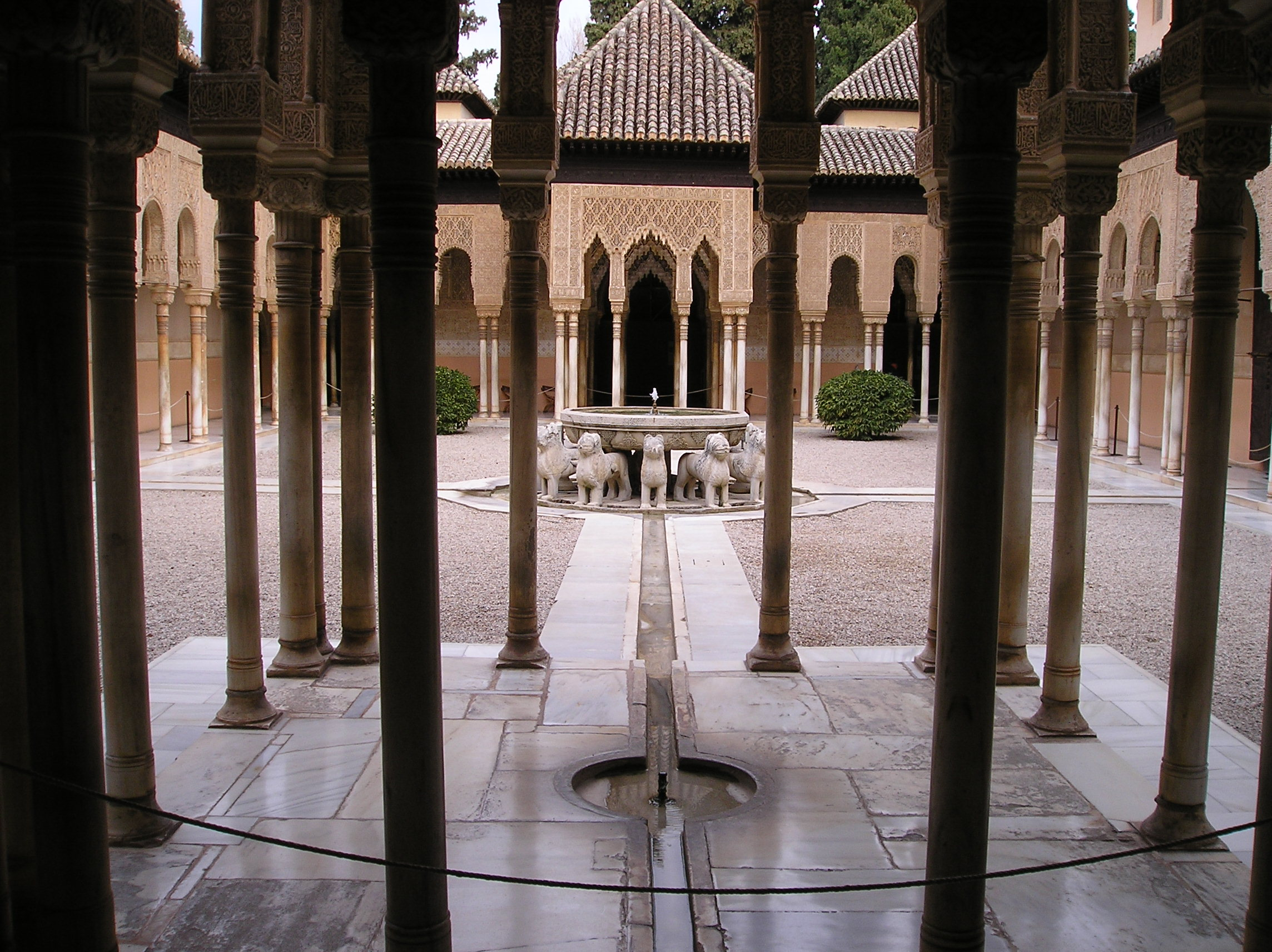
La fontaine

## Filmographie
- 1971 : La Folie des grandeurs du réalisateur français Gérard Oury. Le roi Charles II y collecte les impôts des nobles en présence de Blase.